# Upper Arlington (Ohio)
Upper Arlington es una ciudad ubicada en el condado de Franklin en el estado estadounidense de Ohio. En el Censo de 2010 tenía una población de 33771 habitantes y una densidad poblacional de 1.321,21 personas por km².

## Geografía
Upper Arlington se encuentra ubicada en las coordenadas 40°1′39″N 83°4′15″O / 40.02750, -83.07083. Según la Oficina del Censo de los Estados Unidos, Upper Arlington tiene una superficie total de 25.56 km², de la cual 25.48 km² corresponden a tierra firme y (0.3%) 0.08 km² es agua.

## Demografía
Según el censo de 2010, había 33771 personas residiendo en Upper Arlington. La densidad de población era de 1.321,21 hab./km². De los 33771 habitantes, Upper Arlington estaba compuesto por el 92.14% blancos, el 0.8% eran afroamericanos, el 0.11% eran amerindios, el 4.93% eran asiáticos, el 0.02% eran isleños del Pacífico, el 0.38% eran de otras razas y el 1.62% pertenecían a dos o más razas. Del total de la población el 1.62% eran hispanos o latinos de cualquier raza.